# Glyceria burdonii
Glyceria burdonii là một loài thực vật có hoa trong họ Hòa thảo. Loài này được Druce mô tả khoa học đầu tiên năm 1917.